# Nietzsche w Rossii
Nietzsche w Rossii (russisch Ницше в России) ist ein russischer Spielfilm von Nina Schorina von 2007.

## Inhalt
Der Philosoph Friedrich Nietzsche kommt in das Russland des frühen 21. Jahrhunderts.
Es werden viele metaphorische Bilder mit Bezug zu seiner Philosophie gezeigt.
Es gibt Begebenheiten und Konstellationen, die er in seinen Werken in ähnlicher Weise beschrieben hatte ...

## Hintergründe
Die russische Regisseurin Nina Schorina konnte den polnischen Filmstar Daniel Olbrychski für die Hauptrolle als Friedrich Nietzsche gewinnen.
Der Film wurde auf dem Internationalen Filmfest in Moskau 2007 und auf dem renommierten Festival der Festivals in St. Petersburg 2008 aufgeführt.